# پلیسکا
پلیسکا شهری در استان شومن کشور بلغارستان است که جمعیت آن در سال ۲۰۰۱ میلادی ۱٬۰۳۴ نفر بوده‌است.

## نگارخانه

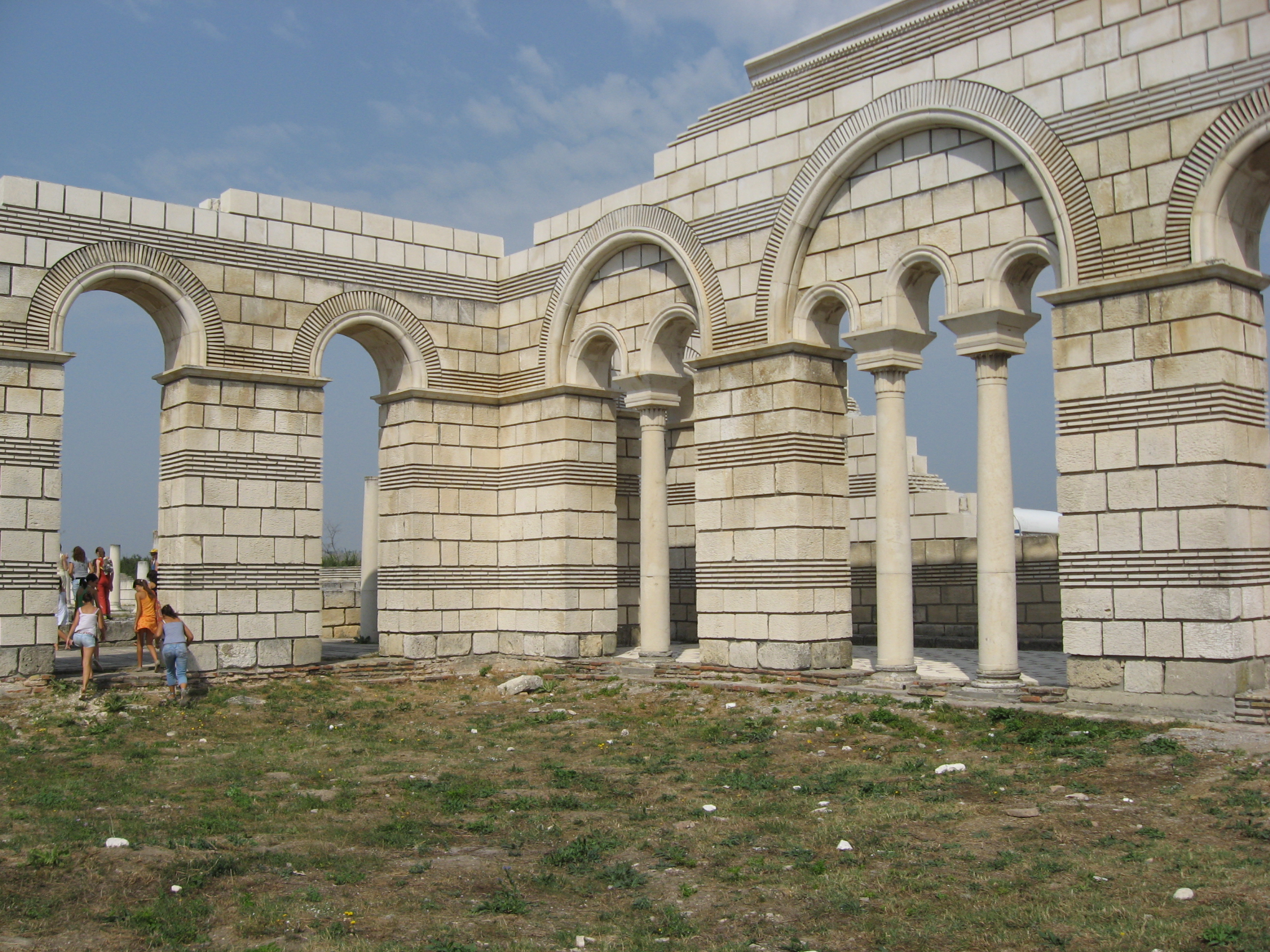
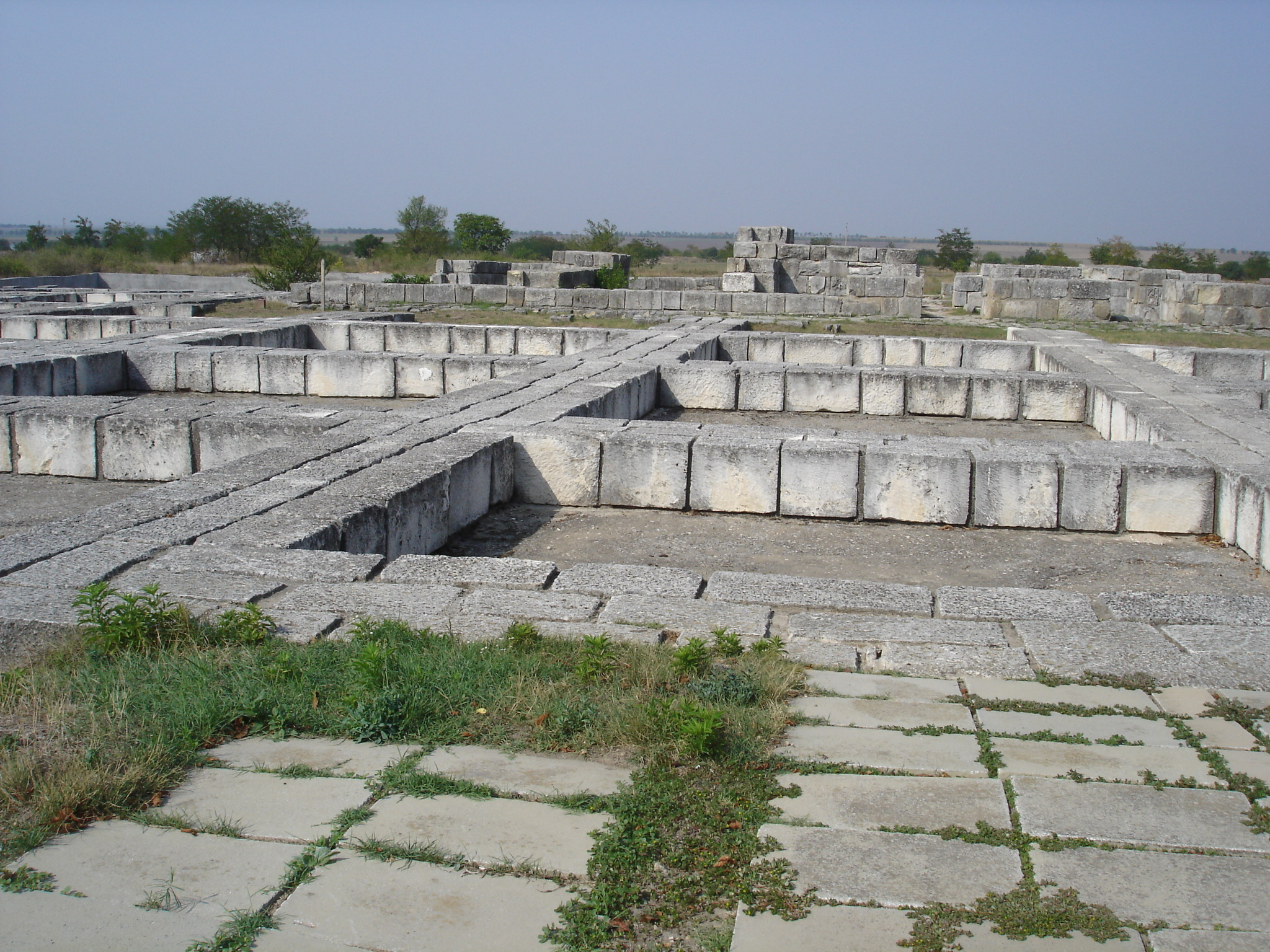
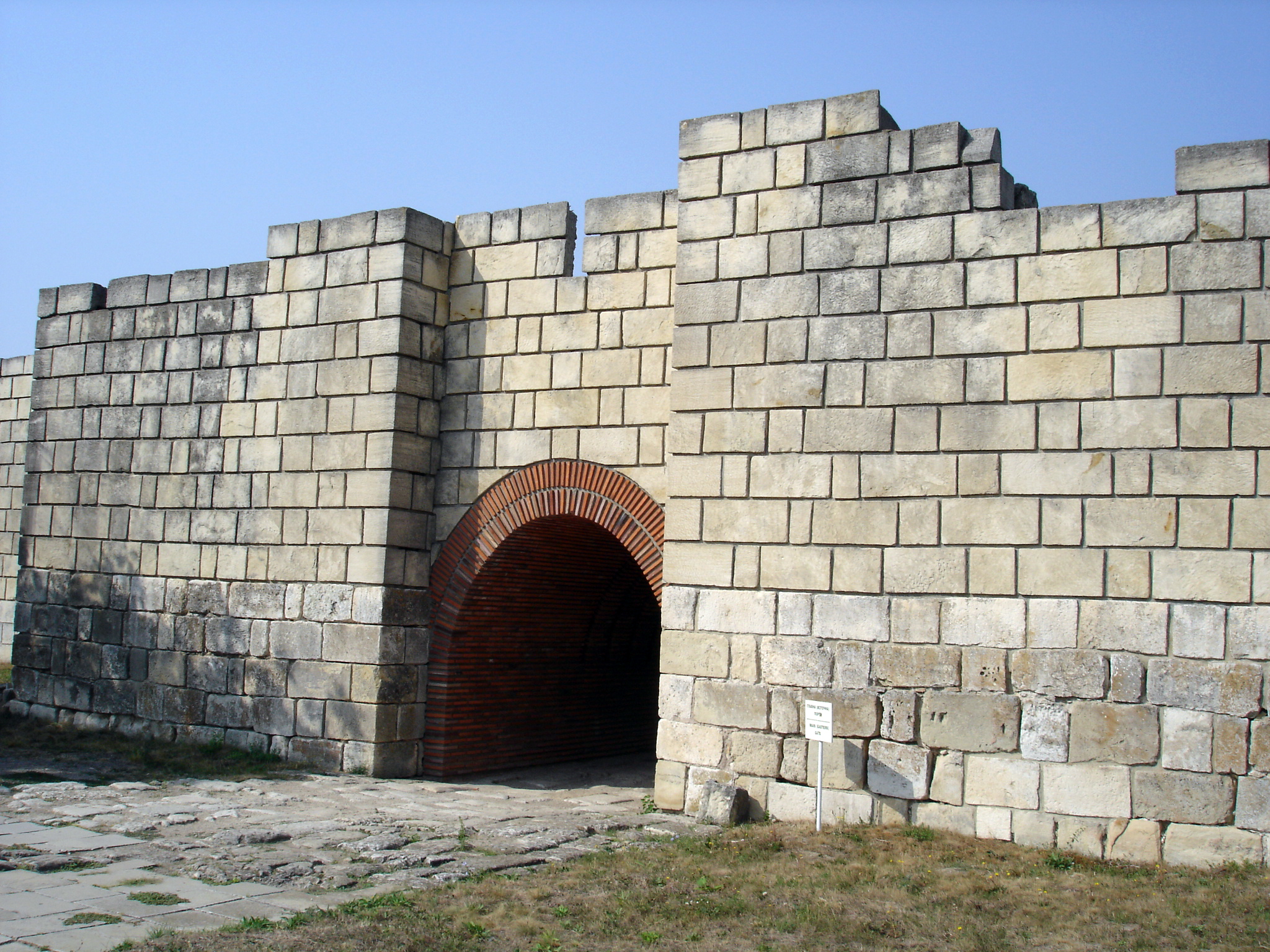
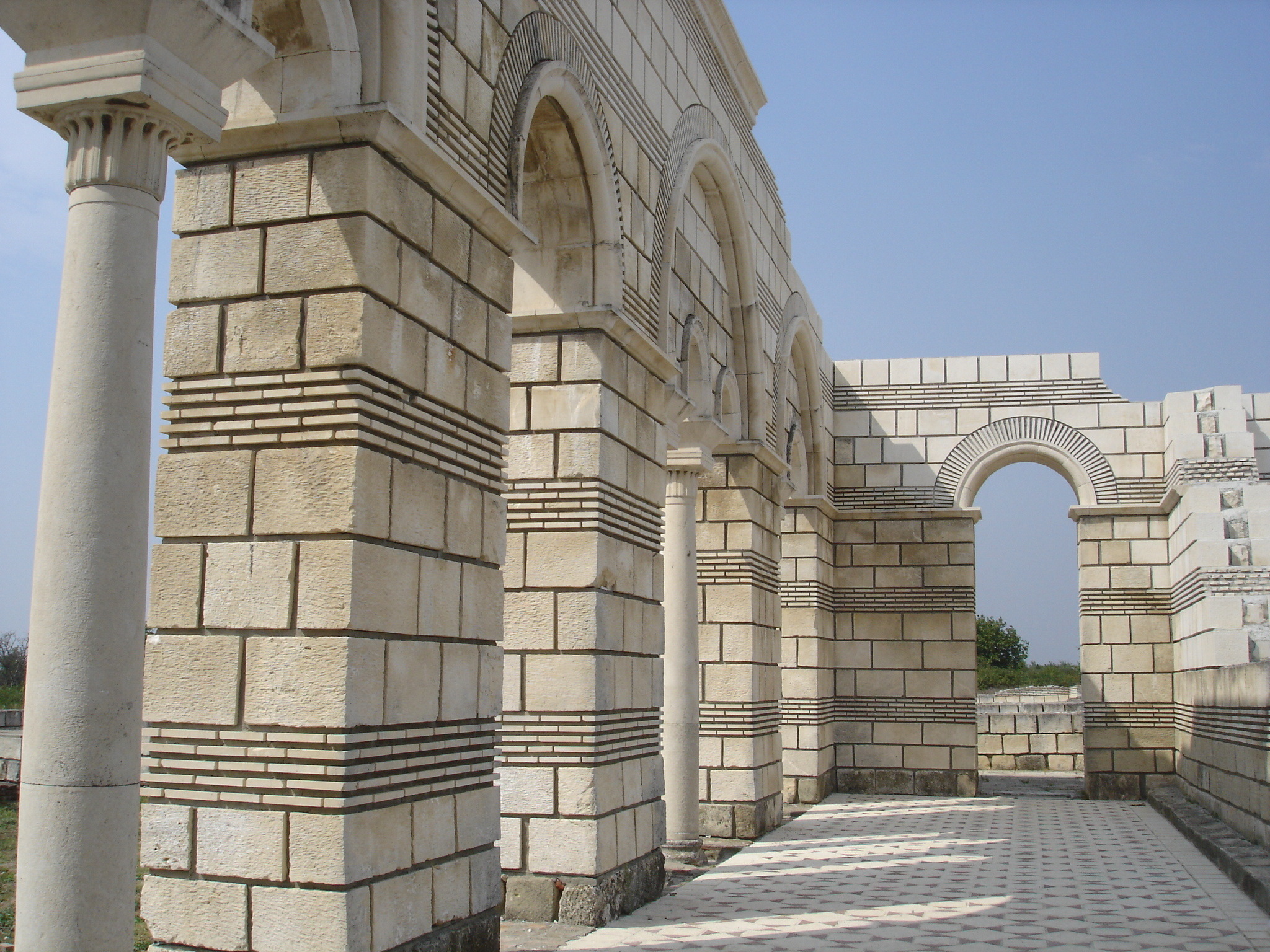
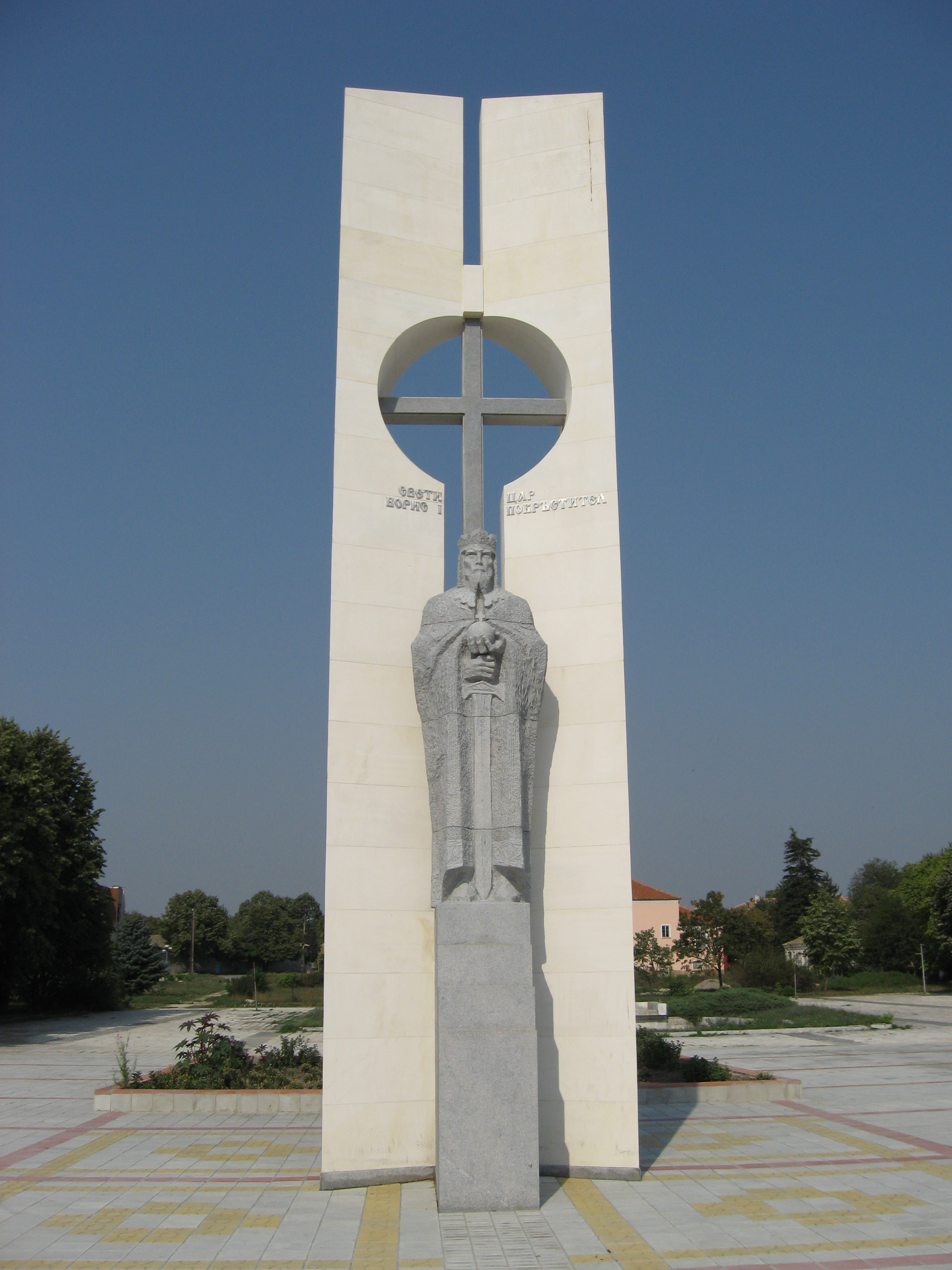
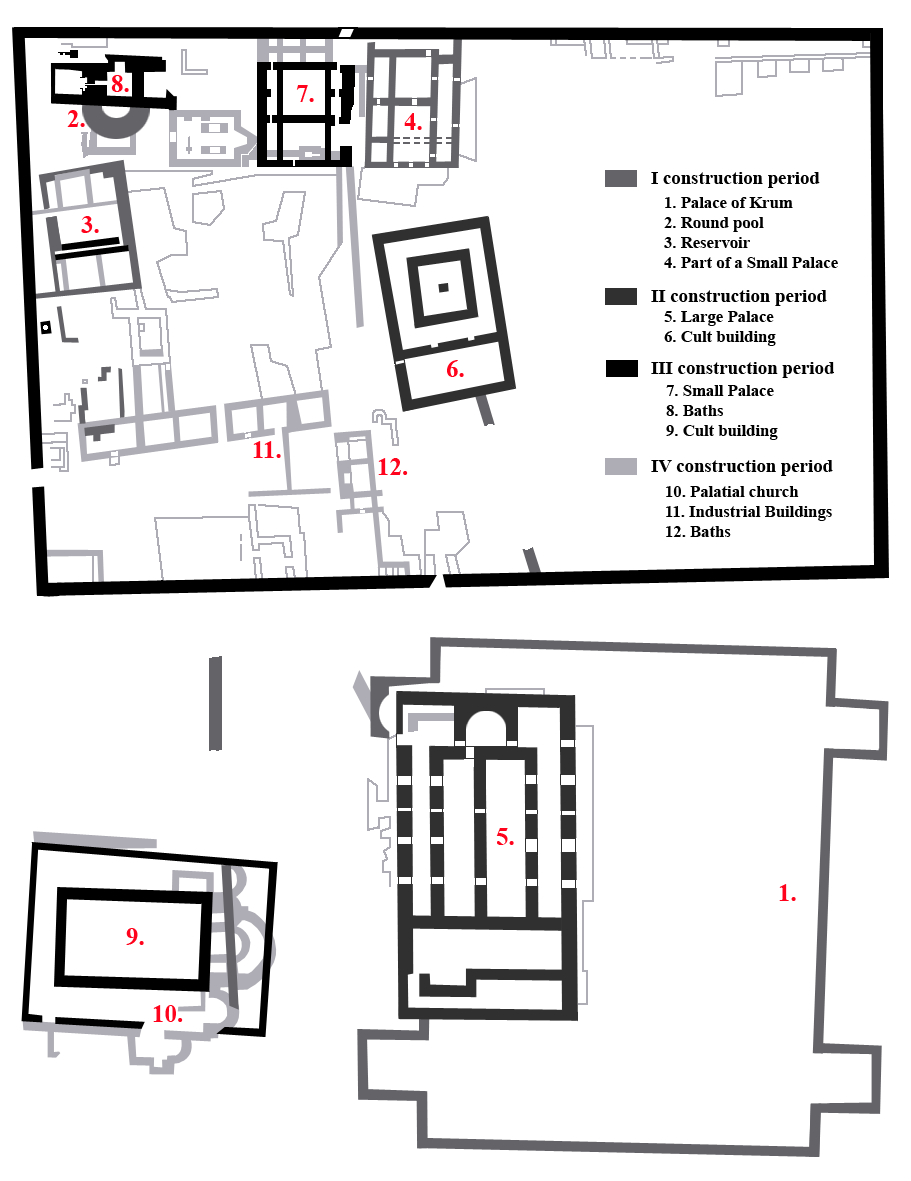
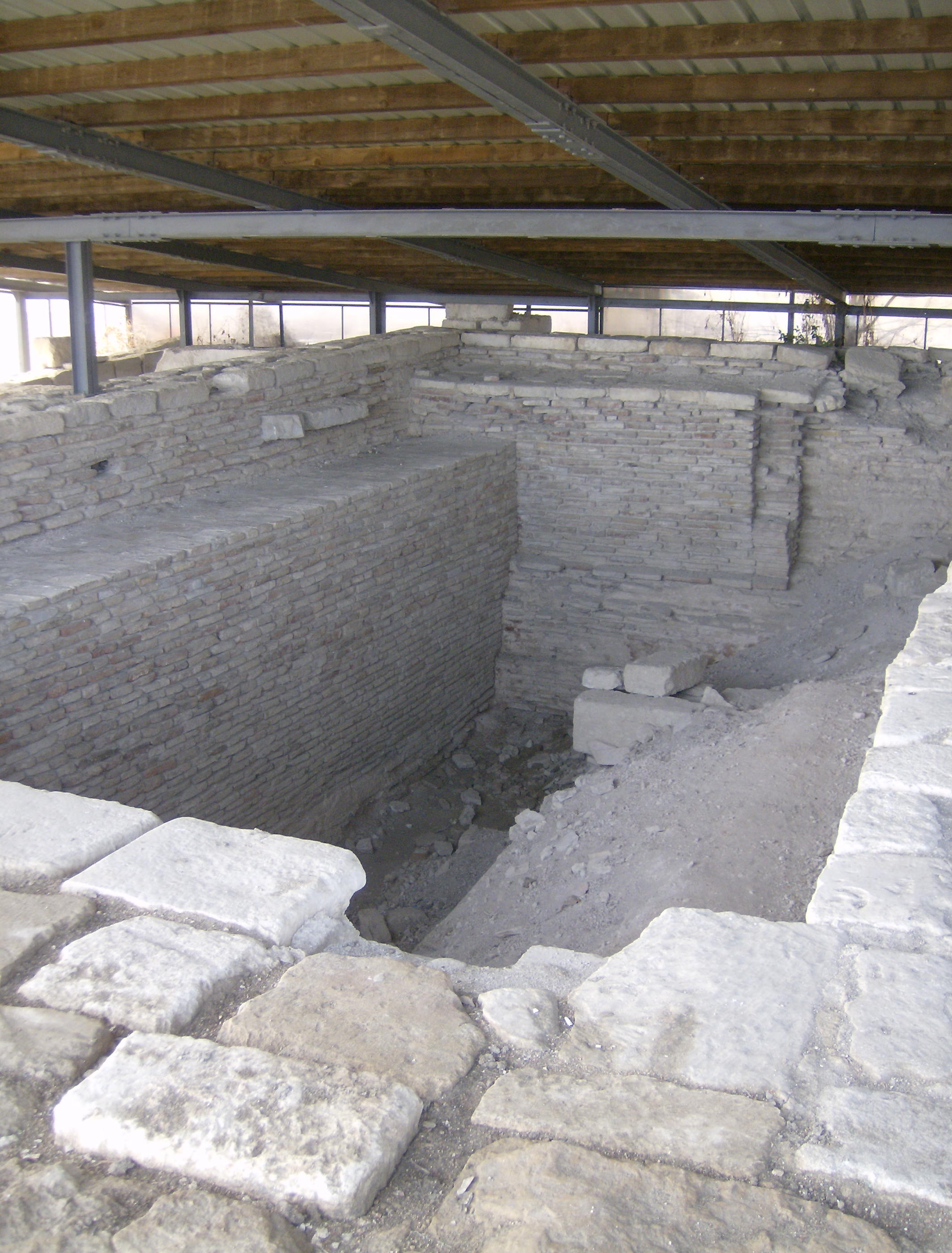
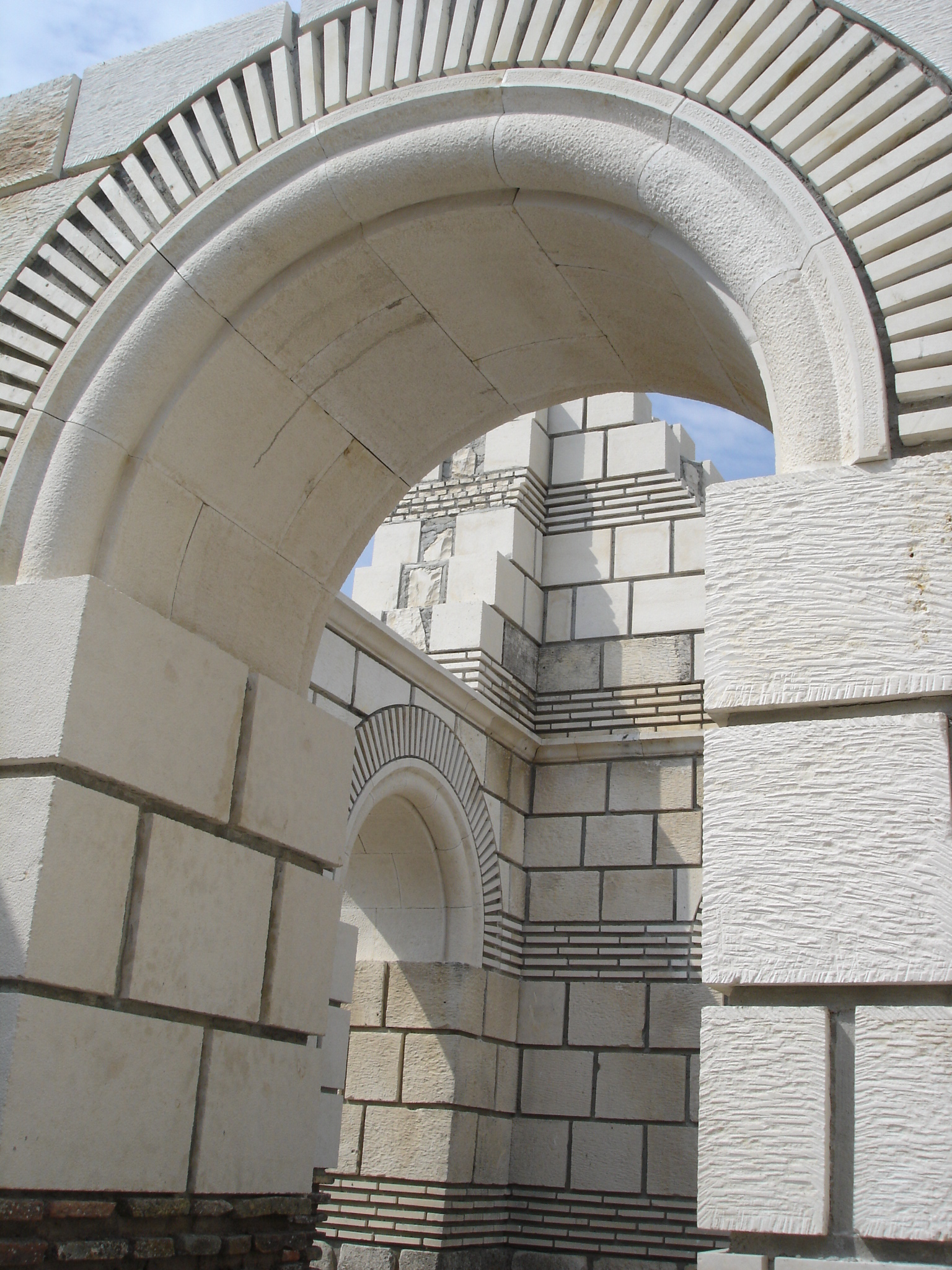
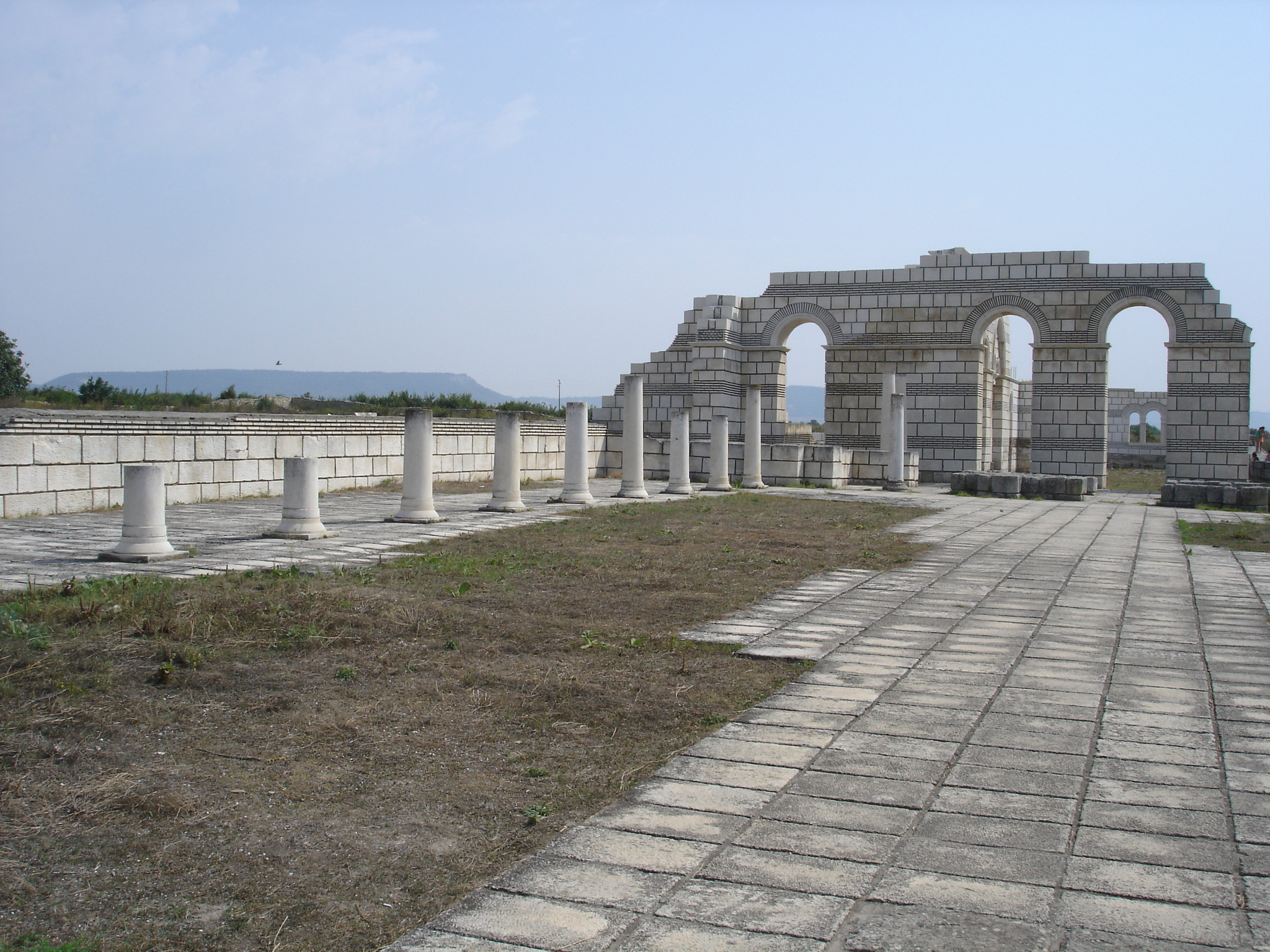
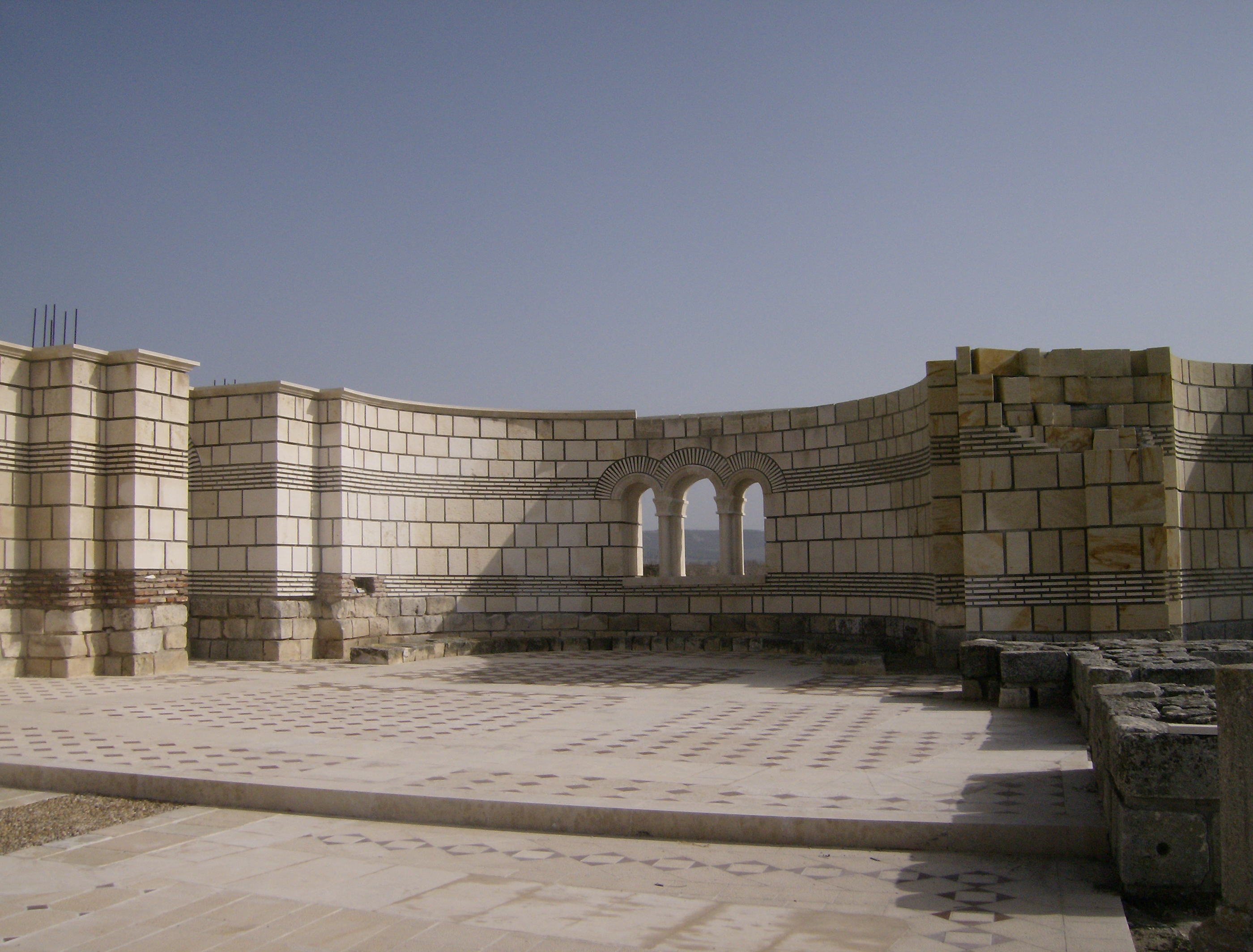
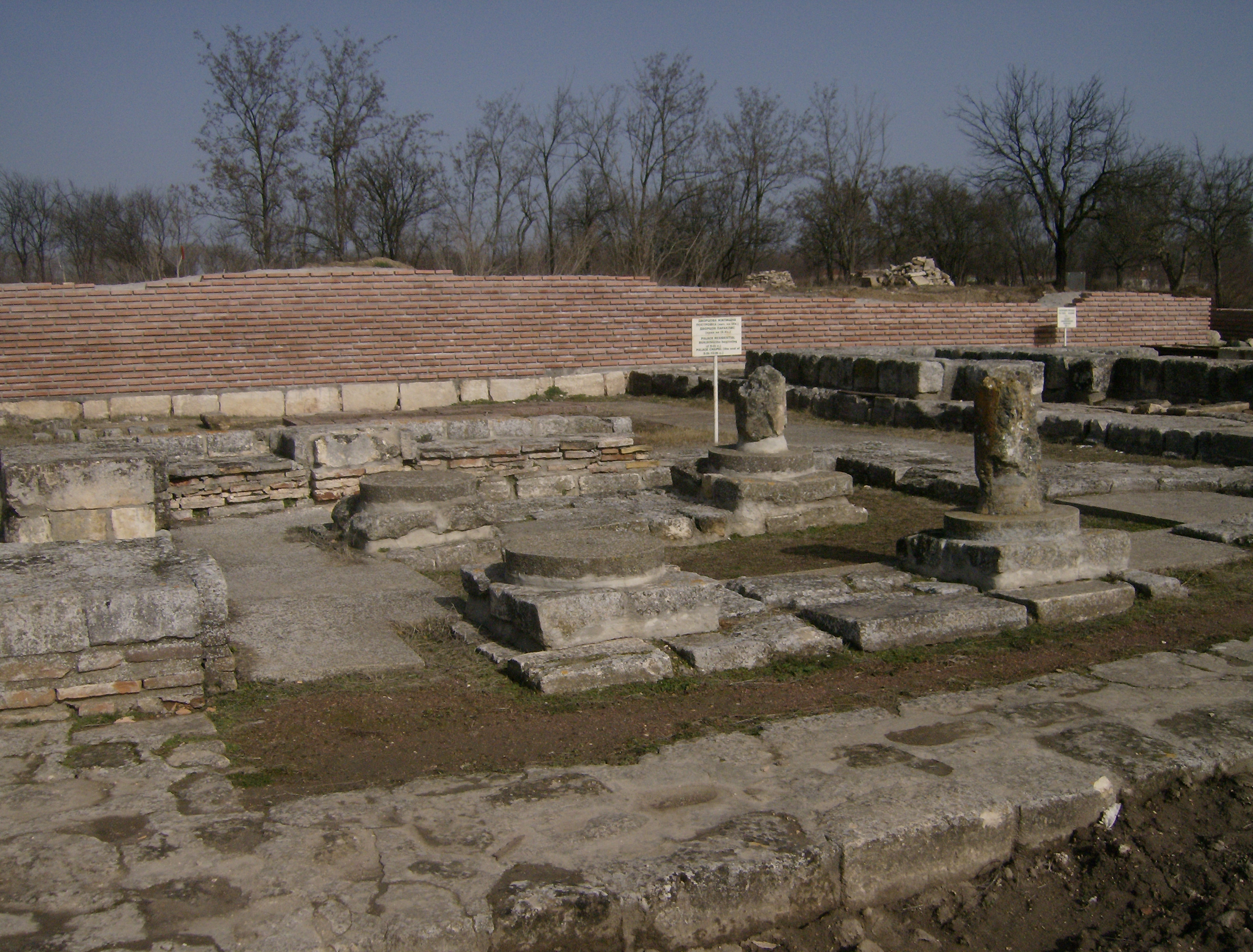
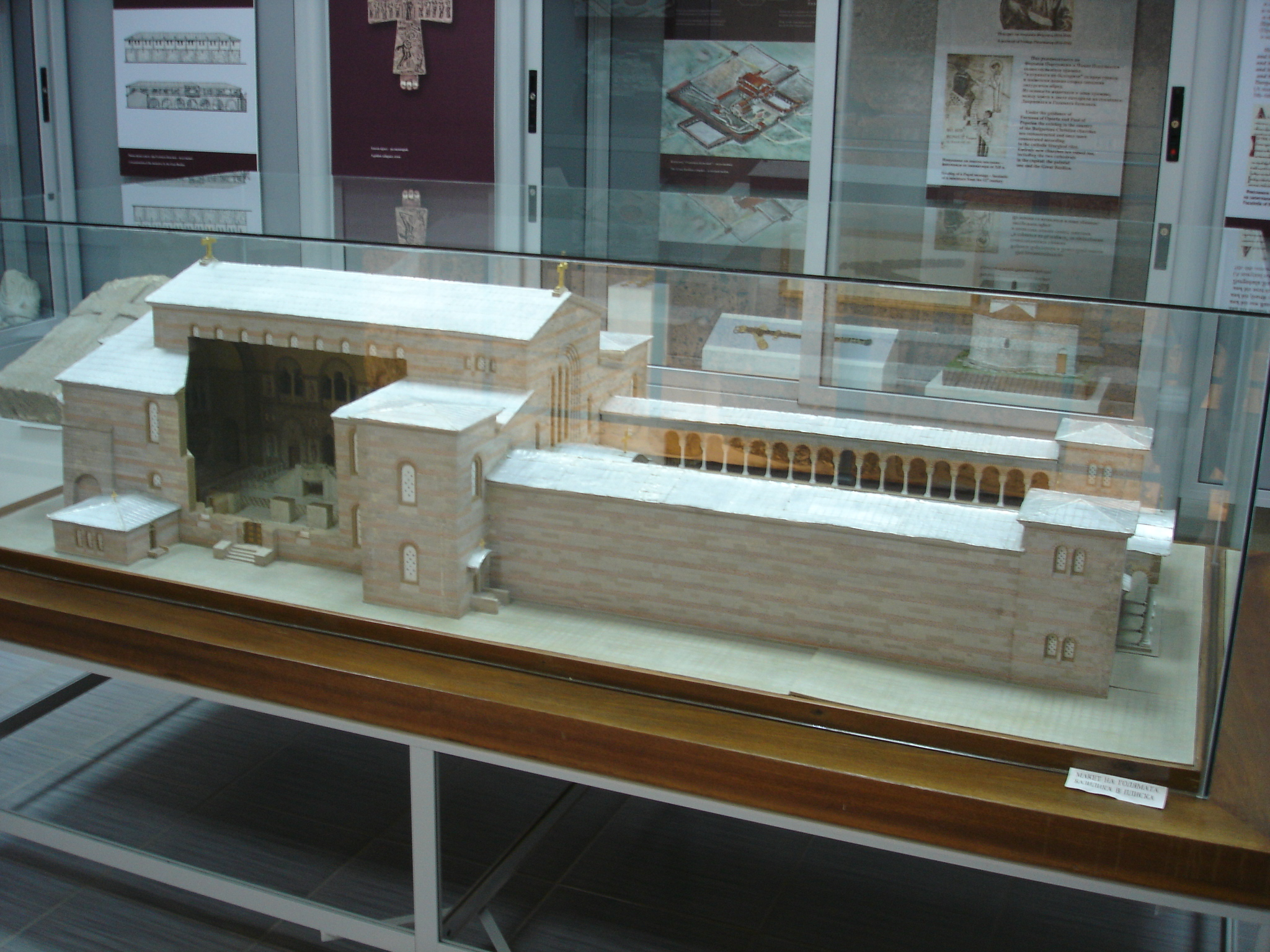